# Карлуш Моедаш
Карлуш Мануель Фелікс Моедаш (порт. Carlos Manuel Félix Moedas; нар. 10 серпня 1970, Бежа, Португалія) — португальський інженер, економіст, банкір і політик. Європейський комісар з питань досліджень, інновацій та науки з 1 листопада 2014.

## Біографія
У 1993 р. закінчив факультет цивільного будівництва в Instituto Superior Tecnico Лісабонського університету. Потім він навчався у французькій Національній школі мостів та доріг. 
До 1998 р. він працював у SUEZ. 
У 2000 р. він отримав ступінь магістра ділового адміністрування в Гарвардській школі бізнесу. Тоді ж працював у відділі злиття і поглинань в банку Goldman Sachs. Після свого повернення до Португалії, він став виконавчим директором Aguirre Newman, з 2008 р. керував власною інвестиційною фірмою.
Приєднався до правоцентристської Соціал-демократичної партії. Під час економічної кризи, від імені політичної опозиції PSD взяв участь в переговорах про бюджет Португалії на 2011 р. 
На виборах у 2011 отримав мандат члена Асамблеї. На початку діяльності нового парламенту прем'єр-міністр Педру Пасуш Коелью призначив його державним секретарем в його уряді. Відповідав, зокрема, у переговорах з трійкою (ЄС, ЄЦБ, МВФ) щодо плану здійсненням реформ і фінансової допомоги Португалії.